# Condado de Gem
O Condado de Gem é um dos 44 condados do Estado americano do Idaho. A sede do condado é Emmett, que é também a sua maior cidade. O condado tem uma área de 1465 km² (dos quais 8 km² estão cobertos por água), uma população de 15 181 habitantes, e uma densidade populacional de 10,36 hab/km² (segundo o censo nacional de 2000). Foi fundado em 1915 e recebeu o seu nome a partir da alcunha do Idaho, "the Gem State".